# Оценка сейсмической работы

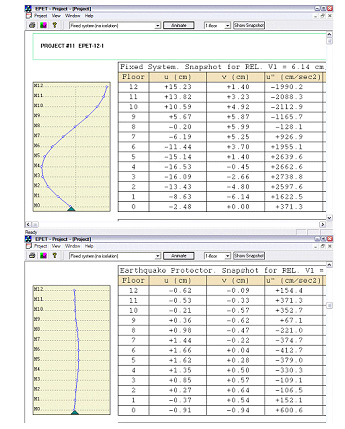
Распечатка тестирования двух 12-этажных моделей с помощью ЕРЕТ.

Оценка сейсми́ческой работы (англ. Earthquake Performance Evaluation) сооружений под влиянием сейсмической нагрузки — формальная процедура, предназначенная для определения предполагаемого поведения сооружения при заданном сотрясении грунта, которая является острой темой в теории сейсмостойкости.
Лучше всего это сделать, установив модель сооружения на виброплатформу, воссоздающую землетрясение, и наблюдать, что произойдет (если, конечно, у вас нет времени подождать, когда случится настоящий толчок).